# Финковский, Алексей Иванович
Финковский Алексей Иванович (март 1884, Сумы, Харьковская губерния — 28 декабря 1942) — участник революционного движения, советский партийный и профсоюзный деятель, ответственный секретарь Криворожского окружного комитета КП(б) Украины. Член ЦК КП(б) Украины в ноябре 1927 — июне 1930 года.

## Биография
Родился в марте 1884 году в городе Сумы.
В 1900—1902 годах учился в Омском низшем механико-техническом училище. С 1902 года — старший ремонтный рабочий службы пути станции Обь Сибирской железной дороги.
Член РСДРП с 1904 года.
Арестован в декабре 1905 года, выслан в город Николаевск (Приморская область). Работал на рыбных промыслах, с 1911 года — рабочий землемерной партии переселенческого управления, с 1913 года — десятник строительных работ, линейный техник судоходной дистанции. Работал архитектором в Николаевске. В 1917 году был избран гласным Николаевской городской думы.
В июне 1917 года вступил в РСДРП(б).
С октября 1917 года — комиссар финансов и секретарь исполкома Сахалинского областного совета. В 1918 году — представитель Сахалинской области в управлении Амурского водного транспорта (Благовещенск), член Дальневосточного совета народных комиссаров (Хабаровск). С сентября 1918 года — писарь в деревнях Шуваево и Замятино Енисейской губернии на территории занятой войсками адмирала А. В. Колчака. С марта 1919 года в рядах Красной армии — инспектор-организатор политотдела 5-й армии, заведующий информационно-инструкторским отделом Енисейского губернского ревкома (Красноярск).
В апреле-декабре 1920 года — начальник политического отдела Народно-революционной армии Дальневосточной республики (Верхнеудинск). В декабре 1920 — марте 1921 года — член Коллегии военно-политического управления реввоенсовета Народно-революционной армии Дальневосточной республики (Чита).
В 1921—1924 годах учился в Коммунистическом университете имени Я. М. Свердлова (Высшая партийная школа) в Москве.
В 1924—1925 годах — секретарь Кулебакского райкома РКП(б), секретарь Выксунского уездного комитета РКП(б) Нижегородской губернии.
В 1925 году — заведующий Агитационно-пропагандистским отделом Нижегородского губернского комитета ВКП(б), секретарь Канавинского райкома ВКП(б) (Нижний Новгород).
В 1927 году — секретарь Червонозаводского райкома (Харьков). В сентябре 1927 — 1928 году — ответственный секретарь Криворожского окружного комитета КП(б) Украины.
С 27 октября 1928 года — ответственный секретарь Хамовнического районного комитета ВКП(б) в Москве.
С 1929 года — секретарь, в январе-августе 1930 года — ответственный секретарь Челябинского окружного комитета ВКП(б).
В августе 1930 — феврале 1931 года — 1-й секретарь Челябинского городского комитета ВКП(б).
С ноября 1931 года — председатель Уральского, в январе-апреле 1934 года — председатель Свердловского облпрофсоветов. Затем — начальник политотдела Азовского государственного морского пароходства (Ростов-на-Дону).
С 1934 года — 1-й секретарь Свердловского районного комитета ВКП(б) в Москве, затем 1-й секретарь Фрунзенского районного комитета ВКП(б) Москвы. Член бюро Московского комитета ВКП(б). В июне 1936 — августе 1937 годов — заместитель председателя Центрального совета Осоавиахима (Москва).
Избирался делегатом 12—17-го съездов ВКП(б), 13—17-й конференций РКП(б)/ВКП(б).
Арестован 23 октября 1938 года, осуждён 29 мая 1939 года на 8 лет лишения свободы. 1 июля 1939 года прибыл для отбытия наказания в Ухтижемлаг из Бутырской тюрьмы (Москва).
Умер 28 декабря 1942 года. Посмертно реабилитирован.